# Sergueï Chirokogorov
Sergueï Mikhaïlovitch Chirokogorov (parfois retranscrit Shirokogoroff ; en russe : Серге́й Миха́йлович Широкого́ров), né le 19 juin 1887 (1er juillet dans le calendrier grégorien) à Souzdal et mort le 19 octobre 1939 à Pékin, est un anthropologue russe. Émigré blanc, il a vécu en Chine de 1922 jusqu'à sa mort.

## Biographie
Il se rend en France en 1906 pour étudier à la Sorbonne puis à l'École d'anthropologie. Il retourne en Russie en 1910 pour entrer au département des sciences naturelles de l'université de Saint-Pétersbourg, mais poursuit d'autres intérêts, notamment l'archéologie puis l'anthropologie.
Sous la direction de Vasily Radlov, il commence à étudier sur le terrain les Toungouses, puis les Mandchous à partir de 1912. Constatant la forte sinisation des Mandchous de la majeure partie de la Chine, Chirokogorov se rend en 1915 pendant dix-huit mois dans l'un des coins les plus reculés du pays, le district d'Aigun (aujourd'hui Heihe) sur le fleuve Amour. Jusqu'à une époque récente, la région d'Aigun comptait peu de colons chinois (闯关东 (zh)) et, malgré les bouleversements causés par les événements de 1900, les Mandchous y avaient largement préservé leur langue et mode de vie. En 1917-18, il complète ses recherches sur le terrain à Aigun par une étude des Mandchous de Pékin, qui vivaient dans l'environnement chinois depuis 1644.
Avec le déclenchement de la guerre civile russe, Chirokogorov séjourne d'abord à Vladivostok, à l'université d'Extrême-Orient. En 1922, il se rend à Changhaï en voyage d'affaires pour faire imprimer certains de ses travaux, mais en raison de la chute de Vladivostok aux mains des communistes en 1922, il reste à Shanghai et rejoint la communauté russe de la ville.
Il rejoint la section d'ethnologie de l'Academia Sinica en 1928 sous la direction de Cai Yuanpei et, avec sa femme et C. K. Yang (en), étudie les Yi du Yunnan. Il enseigne aussi à l'université catholique Fu-Jen. Il est ensuite le premier (et pendant un certain temps, le seul) professeur d'anthropologie à l'université Tsinghua, où il était le directeur de thèse de maîtrise de Fei Xiaotong, arrivé à l'université en 1933.